# 胡大海
胡大海（?—1362年），字通甫，泗州虹縣（今安徽泗县）人。朱元璋起义军将领。立功頗多。死於部將兵變後別稱“黑池爺”。

## 簡介
元朝末年，从朱元璋起事。虽是文盲，但是能折节下士，曾荐刘基、宋濂、叶琛、章溢于朱元璋。
渡江后攻取皖南、浙江等地，胡大海率兵把元朝將領杨完者打败，苗族将領蒋英、刘震、李福等归降，任江南行省参知政事，镇守浙江金华。胡大海军纪严明，曾说：“吾武人不知书，惟知三事，不杀人，不掠妇女，不焚毁庐舍。”。
至正十八年（1358年），胡大海长子在婺州因釀酒，違背军令，被朱元璋处死，有人勸告朱元璋不要這樣作，以避免胡大海兵變。朱元璋說：“寧可讓胡大海造反，也不能讓我的軍令無法推行。”最後，朱元璋親手殺了胡大海的长子。
至正十九年（1359年），朱元璋命樞密院判事耿再成、參軍胡大海率兵取處州。
至正二十二年（1362年）二月七日，部將蔣英邀請胡大海前往八詠樓，视察士卒演習，大海不疑有他，欣然前往，未上馬時，有苗将钟矮子跪于马前称“蒋英欲杀我！”胡大海未及回答，即被蒋英以鐵錘打死，次子胡關住同时被殺，耿再成亦死。朱元璋取杭州之後，殺死蔣英，血祭胡大海，並作文以祭，特赠光禄大夫，追封越国公，諡武莊。
胡大海長子被朱元璋所殺，在次子胡關住被殺後，絕後。
胡大海有養子胡德濟。

## 動漫
- 《天子傳奇6洪武大帝》: